# Abd er-Rahmán Fauzi
Abd er-Rahmán Fauzi, arabul: عبد الرحمن فوزي (Port Szaíd, 1909. augusztus 11. – 1988. október 16.) válogatott egyiptomi labdarúgó, fedezet, edző.

## Pályafutása

### Klubcsapatokban
1928 és 1934 között az Al-Masry, 1935 és 1947 között az al-Mohtalat / Farouk labdarúgója volt. Játékosként öt egyiptomi kupagyőzelmet ért el.

### A válogatottban
1934-ben három alkalommal szerepelt az egyiptomi válogatottban és három gólt szerzett. Részt vett az 1934-es olaszországi világbajnokságon, ahol pályára lépett a magyar válogatott elleni mérkőzésen, amely 4–2-es magyar győzelemmel zárult. Az egyiptomi csapat mindkét gólját ő szerezte.

### Edzőként
1947 és 1956 között a Farouk / Zamalek vezetőedzője volt, ahol két egyiptomi kupagyőzelmet nyert a csapattal. 1953–54-ben tagja volt az egyiptomi válogatottat  összeállító technikai bizottságnak. 1956-ban a Ghazl El Mahalla edzőjeként dolgozott. 1957 és 1962 között a szaúd-arábiai válogatott szövetségi kapitánya volt. 1960–61-ben és 1975-ben az Al-Sekka Al-Hadid szakmai munkáját irányította.

## Sikerei, díjai

### Játékosként
- Egyiptomi kupa
  - győztes (5): 1935, 1938, 1941, 1943, 1944

### Edzőként
- Egyiptomi kupa
  - győztes (2): 1952, 1955